# Pégase (récompense)
Pour les articles homonymes, voir Pégase (homonymie).
Les Pégases sont des récompenses françaises annuelles qui distinguent une sélection de jeux vidéo et de personnalités de l'industrie vidéoludique. Les prix sont décernés par les professionnels de l'industrie inscrits au sein de l'Académie des arts et techniques du jeu vidéo, organisme créé en juin 2019 par le Syndicat national du jeu vidéo afin de les décerner.
La première édition a lieu en 2020 et la cérémonie se tient depuis chaque année au mois de mars à Paris pour couvrir les jeux sortis dans l'année écoulée. La cérémonie est considérée comme un évènement majeur de cette industrie en France.
L'édition la plus récente s'est tenue le 6 mars 2025 et a décerné à Prince of Persia : The Lost Crown le titre de meilleur jeu.

## Historique et description
La création d'une nouvelle récompense appelée Pégase est annoncée le 5 juin 2019 par le Syndicat national du jeu vidéo (SNJV). Ces prix sont décernés par l'Académie des arts et techniques du jeu vidéo, une assemblée créée dans ce but, qui a aussi pour rôle d'organiser la cérémonie de l'évènement, « calquée sur le modèle des César »,. Cet organisme de votants est composé de professionnels issus de divers corps de métier : technologie, image et son, design, management, édition et support, ainsi qu'un sixième corps représentant les journalistes, les vidéastes et les enseignants. Les membres ont pour rôle de proposer les jeux capables de postuler et aussi de désigner ceux qui recevront les récompenses,,.
La première cérémonie a lieu le 9 mars 2020 et est retransmise sur Internet et à la télévision. L'objectif des Pégases est de « donner ses lettres de noblesse au jeu vidéo », et de « faire un peu de ménage dans une longue tradition française de prix différents, et souvent concurrents ». Les Pégases ne visent ainsi pas à remplacer directement les Ping Awards, une autre cérémonie se déroulant en France, qui ont lieu en parallèle pour l'année 2019. En quelques années cependant, la cérémonie obtient le statut d'unique évènement majeur de l'industrie vidéoludique en France. Ses organisateurs cherchent également à s'éloigner du modèle initial des César du cinéma, en faisant des Pégases un spectacle reliant le jeu vidéo à d'autres domaines.

## Fonctionnement
La cérémonie offre 18 prix récompensant les jeux vidéo français, et consacre par exemple le meilleur univers, le meilleur personnage, ou encore le meilleur jeu étudiant. Deux prix sont également remis à des personnalités (esportif ou équipe esportive, et influenceur). Des jeux non-français sont aussi distingués dans trois catégories : meilleur jeu vidéo étranger, meilleur jeu vidéo indépendant étranger, et meilleur jeu mobile étranger. Chaque gagnant reçoit un trophée statuette Pégase, à l'effigie de Pégase, la créature de la mythologie grecque, en bronze avec une finition plaquée or,.
Les votants sont réunis en une même entité créée pour l'occasion des Pégases : l'Académie des arts et techniques du jeu vidéo. Leur participation est basée sur le volontariat et la gratuité. À la création de la cérémonie, le nombre d'académiciens est alors de 600 personnes ; l'Académie compte atteindre le millier de membres fin 2019. En 2023, les votants sont désormais 2000, puis 3000 en 2025.
Les œuvres candidates doivent être sorties en France dans l'année calendaire précédant la tenue de la cérémonie. En 2022, l'organisation instaure une nouvelle règle pour éviter qu'un même jeu ne remporte plus de cinq prix : hormis les catégories dites "reines" (meilleur jeu de l'année, meilleur jeu indépendant, ou meilleur jeu mobile), un titre ne peut être soumis que dans 3 catégories maximum.

## Palmarès

### Édition 2020
L'édition 2020, coanimée par Salomé Lagresle et Manu Levy, se tient le 9 mars 2020 au soir au théâtre de la Madeleine à Paris (cérémonie retransmise sur Internet),, et voit la remise de 18 récompenses décernées par l'Académie des arts et techniques du jeu vidéo, à la suite du vote de ses 1 200 membres,.
A Plague Tale: Innocence ressort grand gagnant de la soirée avec six trophées, soit le prix de l’excellence visuelle, le prix du meilleur univers sonore (Octantrion, ici représenté par Gaëdic Chambrier et Chloé Chaumeron, interprète en direct le morceau Father, tiré de la bande originale du jeu composée par Olivier Derivière), le prix du meilleur game design, le prix du meilleur univers de jeu vidéo, le prix des meilleurs personnages, et le prix du meilleur jeu vidéo,. Life Is Strange 2 ne reçoit qu'un seul prix, excellence narrative, malgré six nominations. Le jeu Dead Cells obtient deux prix, jeu mobile et service d’exploitation (game-as-a-service).
Deux personnalités sont récompensées, Yves Guillemot, patron d'Ubisoft, et Jehanne Rousseau, directrice du studio Spiders, respectivement pour un prix d'honneur et celui de personnalité de l'année.

### Édition 2021
Pour l'édition 2021, les studios ont pu proposer leur jeu jusqu'au 31 décembre 2020 et les académiciens ont pu voter à partir du 18 janvier 2021 pour sélectionner les trois jeux finalistes de chaque catégorie. La cérémonie a été diffusée le 17 mars 2021 à 20 h 30 en ligne sur Twitch et sur la chaîne ES1. Cette édition était présentée par Salomé Lagresle et a vu Microsoft Flight Simulator sacré meilleur jeu. Éric Chahi reçoit le prix d'honneur et ZeratoR le prix de la personnalité de l'année.

### Édition 2022
La cérémonie se tient dans la salle de La Cigale le 10 mars 2022. Deathloop, développé par Arkane Studios, et Road 96, développé par DigixArt, en ressortent grands gagnants, recevant chacun cinq trophées. L'auteur de bande dessinée et concepteur de jeux Benoît Sokal reçoit le prix d'honneur à titre posthume, tandis que Dinga Bakaba, directeur d'Arkane Studios, est sacré personnalité de l'année.

### Édition 2023
La cérémonie se tient dans la salle de La Cigale le 9 mars 2023. Stray est sacré meilleur jeu (ainsi que meilleur jeu indépendant et meilleur premier jeu), et A Plague Tale: Requiem reçoit quatre trophées. Le compositeur Olivier Derivière reçoit le prix d'honneur tandis que Nicolas Cannasse, cofondateur de Shiro Games et de Motion Twin, est sacré personnalité de l'année.

### Édition 2024
La cérémonie se tient dans la salle de La Cigale le 7 mars 2024. Chants of Sennaar est sacré meilleur jeu (ainsi que meilleur jeu indépendant et meilleur game design), et Soldats inconnus : Frères d'armes reçoit trois trophées,. Mickaël Newton (Ubisoft) est nommé personnalité de l'année tandis que la conceptrice de jeux vidéo Muriel Tramis reçoit le prix d'honneur.

### Édition 2025
La cérémonie se tient dans la salle de La Cigale le 6 mars 2025. Prince of Persia: The Lost Crown est sacré meilleur jeu (et remporte les prix du meilleur game design, de la meilleure accessibilité et du meilleur univers sonore), tandis que Caravan SandWitch remporte les trophées du meilleur jeu indépendant et du meilleur premier jeu. Romain de Waubert (Amplitude Studios) est nommé personnalité de l'année tandis que Stephane Natkin, fondateur de l'École nationale du jeu et des médias interactifs numériques du Cnam, reçoit le prix d'honneur.

## Records
| Nombre | Jeu                               | Année | Studio                  |
| ------ | --------------------------------- | ----- | ----------------------- |
| 6      | A Plague Tale: Innocence          | 2020  | Asobo Studio            |
| 5      | Deathloop                         | 2022  | Arkane Studios          |
| 5      | Road 96                           | 2022  | DigixArt                |
| 4      | A Plague Tale: Requiem            | 2023  | Asobo Studio            |
| 4      | Prince of Persia: The Lost Crown  | 2025  | Ubisoft Montpellier     |
| 3      | Chants of Sennaar                 | 2024  | Rundisc                 |
| 3      | Microsoft Flight Simulator        | 2021  | Asobo Studio            |
| 3      | Soldats inconnus : Frères d'armes | 2024  | Ubisoft Montpellier     |
| 3      | Stray                             | 2023  | BlueTwelve Studio       |
| 2      | Dead Cells                        | 2020  | Motion Twin             |
| 2      | Caravan SandWitch                 | 2025  | Plane Toast             |
| 2      | Haven                             | 2021  | The Game Bakers         |
| 2      | Tell Me Why                       | 2021  | Don't Nod Entertainment |